# Rainer Arnold (Jurist)
Rainer Arnold (* 22. Oktober 1943 in Marienbad; † 9. Januar 2025) war ein deutscher Rechtswissenschaftler und Hochschullehrer.

## Leben
Nach der Promotion (Das Rangverhältnis zwischen dem Recht der Europäischen Gemeinschaften und dem innerdeutschen Recht) am 26. November 1968 in Würzburg und der Habilitation 1973 in deutschem und ausländischem öffentlichen Recht und Völkerrecht lehrte er als Professor für Europarecht und Völkerrecht in Konstanz und ab 1978 als Inhaber des Lehrstuhls für öffentliches Recht, Rechtsvergleichung, Recht der EG, Wirtschaftsverwaltungsrecht und ausländisches öffentliches Recht an der Universität Regensburg. Von 1981 bis 1983 war er Dekan der juristischen Fakultät. 1999 wurde er zum Inhaber des Jean-Monnet-Lehrstuhls für Europarecht ernannt. Seit 2000 war er ständiger Gastprofessor an der Karlsuniversität Prag, seit 2008 Inhaber des Jean-Monnet-Lehrstuhls ad Personam „Legal Relations of the EU with Central, Eastern and South-Eastern Europe“. Von 2002 bis 2012 war er Direktor des deutschsprachigen Studiengangs zum deutschen Recht (DAAD Bonn) an der Lomonossow-Universität Moskau. Er erhielt die Ehrendoktorwürde der Kiewer Rechtsuniversität der Nationalen Akademie der Wissenschaften der Ukraine (2012), der „1 Decembrie 1918“ Universität Alba Iulia (2013), der Universität Pitești (2014) sowie der Universität der Moldauischen Akademie der Wissenschaften (2017). Gastprofessor war er an den Universitäten Université Paris 1 Panthéon-Sorbonne, Université Panthéon-Assas, Straßburg, Toulouse, Aix-en-Provence, Universität La Sapienza, Bologna, Trient, Lissabon, Santiago de Chile und Bahçeşehir Üniversitesi (dort auch deutscher Direktor des Zentrums für EU-Recht).
Seine Forschungsschwerpunkte waren Rechtsvergleichung im Verfassungsrecht, mit besonderer Betonung Mittel-, Ost- und Südosteuropas, Europarecht und europäisches Verfassungsrecht.
Er war Mitglied der katholischen Studentenverbindungen KStV Erwinia München und KStV Normannia Würzburg.